# Licinius Valerianus
Licinius Valerianus († 268) war möglicherweise ein Sohn des römischen Kaisers Valerian sowie Politiker und Senator im 3. Jahrhundert n. Chr. Aufgrund der schwierigen Quellenlage ist seine politische Bedeutung und sogar seine historische Existenz nicht gesichert.

## Familienverhältnisse
Licinius Valerianus wird nicht in Inschriften oder auf Münzen erwähnt. Der Historia Augusta, einer spätantiken Biographiensammlung, zufolge war ein Kind Kaiser Valerians, stamme aber von einer anderen Mutter als dessen ältester Sohn und Nachfolger Gallienus. Diese Information gewann an Plausibilität, als 2004 eine Inschrift publiziert wurde, die dem Erstherausgeber zufolge eine Cornelia Gallonia als zweite Frau Valerians nachwies. Demnach schien es naheliegend, in dieser Kaiserin die Mutter des Licinius Valerianus zu sehen. Die Lesung und Interpretation dieser Inschrift wurde mittlerweile jedoch angezweifelt und die Existenz einer zweiten Ehefrau Valerians namens Cornelia Gallonia angezweifelt, da sie ansonsten in keiner antiken Quelle auftaucht, obwohl die Kaiser dieser Zeit ihre Familienmitglieder sonst sehr intensiv zu Propagandazwecken ins Rampenlicht stellten.

## Politische Bedeutung
Die Historia Augusta berichtet zu Licinius Valerianus, er sei von seinem Vater Valerian, der 253 bis 260 im Amt war, zum Caesar, von seinem Halbbruder Gallienus während dessen Regierung (260–268) schließlich zum Augustus ernannt worden. Da er mit diesen Titeln weder auf Münzen noch in einer anderen Quelle auftaucht, wird die Information allgemein als unhistorisch angesehen – möglicherweise verwechselte der Autor der Historia Augusta ihn mit Valerian dem Jüngeren, der tatsächlich zum Caesar erhoben worden war, aber bereits 258 starb. In die Verwaltung des Reiches scheint Licinius Valerianus, sollte er existiert haben, jedenfalls nicht in größerem Umfang mit einbezogen worden zu sein. Sein jüngeres Alter kann dafür nicht der einzige Grund gewesen sein, möglicherweise litt er an einer Krankheit; während der Alleinherrschaft des Gallienus mag er darüber hinaus als potenzieller Konkurrent für den Kaiser wahrgenommen worden sein.
Aus einer Weihinschrift aus Rom geht hervor, dass ein Valerianus im Jahr 265 zum zweiten Mal den Konsulat bekleidete. Dabei kann es sich jedoch auch um eine ganz andere Person gehandelt haben, sollte die Erwähnung des Licinius Valerianus in den literarischen Quellen tatsächlich auf Irrtümer und Missverständnisse zurückgehen. Da die ordentlichen Konsuln der römischen Kaiserzeit durchgängig bekannt sind, dürfte es sich bei der ersten Amtszeit des in der Inschrift genannten Konsuls um ein Suffektkonsulat gehandelt haben. Für den Fall, dass der Konsul von 265 doch ein jüngerer Sohn Valerians war, würde sich aber auch die alternative Erklärung anbieten, dass dieser als Angehöriger des Kaiserhauses ehrenhalber die ornamenta consularia erhalten hatte, ohne vor 265 tatsächlich den Konsulat bekleidet zu haben.
Nachdem die Nachricht vom Tod des Gallienus in Rom eintraf (268), ließ der Senat Vertraute und Anhänger sowie Familienangehörige des Gallienus, darunter auch dessen Sohn Marinianus ermorden. Licinius Valerianus soll sich zu diesem Zeitpunkt in Mediolanum (Mailand) befunden haben, als er umgebracht wurde.